# Kostelní Vydří
Kostelní Vydří är en ort i Tjeckien.   Den ligger i regionen Södra Böhmen, i den centrala delen av landet, 130 km sydost om huvudstaden Prag. Kostelní Vydří ligger 497 meter över havet och antalet invånare är 152.
Terrängen runt Kostelní Vydří är huvudsakligen platt, men åt nordväst är den kuperad. Runt Kostelní Vydří är det ganska tätbefolkat, med 93 invånare per kvadratkilometer. Närmaste större samhälle är Dačice, 2,9 km söder om Kostelní Vydří. Trakten runt Kostelní Vydří består till största delen av jordbruksmark.